# Ischnomyia spinosa
Ischnomyia spinosa är en tvåvingeart som beskrevs av Friedrich Georg Hendel 1911. Ischnomyia spinosa ingår i släktet Ischnomyia och familjen sumpflugor. Inga underarter finns listade i Catalogue of Life.